# ペルルシジバカ属
ペルルシジバカ属（ペルルシジバカぞく、Perlucidibaca）は真正細菌Pseudomonadota門ガンマプロテオバクテリア綱シュードモナス目モラクセラ科の属の一つである。

## 概要
グラム陰性。オキシダーゼ陽性。カタラーゼ陰性又は陽性である。化学従属栄養性および通性好気性。嫌気的成長は好気的成長に近しい。細胞は、極鞭毛によって運動する短い桿菌である。インドールを生成する。硝酸還元は弱陽性である。グルコース発酵では酸を生成しない。主な細胞脂肪酸は、C16:1 ω7c及び/又はiso-C15:0 2-OH、C18:1 ω7c、C12:0 3-OH及びC12:0である。DNAのGC含量は63.1 mol%である。主要な呼吸キノンはQ-8である。

## 下位分類（種）
- Perlucidibaca aquatica　ペルルシジバカ・アクアティカ

種名"aquatica"は、「水から発見された」を意味するラテン語形容詞である。
グラム陰性、オキシダーゼ陽性、カタラーゼ陰性、非運動性、非滑走運動性、偏性好気性。細胞は桿状（0.5～0.7µm×1.0～1.6µm）である。コロニーはR2A寒天培地上で30℃5日間培養後では、直径0.5～1.0mm、円形、凸型、平滑、周縁が有り全体は白色透明である。生育条件は温度10～37℃（最適温度30℃）、pH 6.0～10.0（最適pH 7.0～8.0）、NaCl濃度は0～1.0% NaCl（最適濃度0%）である。
タイプ株はBK296T（=KCTC 52162T、=JCM 31377T）であり、韓国三陟市の鍾乳洞Chodanggul Cave（37° 23′ 04″ N 129° 11′ 24″ E）の水から発見された。GC含量は55.7 mol%である。この株の16S rRNA遺伝子配列のGenBank/EMBL/DDBJアクセッション番号はKU984676である。この株のドラフトゲノム配列のNCBIバイオプロジェクトのアクセッション番号はPRJNA322579である。
- Perlucidibaca piscinae

種名"piscinae"は、ラテン語で「魚のいる池」を意味する名詞である。
カタラーゼ陽性。指数増殖期の細胞は短い桿菌で、長さ0.7～1.2 μm、幅0.5～0.7 μmである。R2A寒天培地で培養したコロニーは円形で凸型、平滑、酪酸質、周縁が有り全体は透明である。コロニーのサイズは、R2A培地で30℃5日間培養後では、0.5～1.0 mmとなる。生育温度は8～37 ℃、最適温度は30 ℃であり、4 ℃及び42 ℃では増殖は確認されていない。生育pHは6～10で最適はpH 7.0、生育NaCl濃度は0～1% NaClで最適は0%である。主要な呼吸キノンはユビキノン12（U-12）である。単一炭素源として同化される有機物はごく少数である。
タイプ株はIMCC1704T（=KCCM 42363T、=NBRC 102354T）であり、これらは韓国の仁荷大学内にある人工淡水池から発見された。この株の16S rRNA遺伝子配列のGenBank/EMBL/DDBJアクセッション番号はDQ664237である。